# Pereira (futebolista)
Fábio Pereira da Cruz, mais conhecido como Pereira (Guarulhos, 30 de julho de 1979) é um ex-futebolista brasileiro que atuava como zagueiro.

## Carreira
Pereira foi revelado pelo Santos e teve passagens por empréstimo pelo Gaziantepspor, da Turquia, e pelos brasileiros Vasco da Gama e Portuguesa. Nesse intervalo, conquistou dois Campeonatos Brasileiros, em 2002 e 2004 pelo clube paulista.
Foi parar no Grêmio, onde foi campeão do Campeonato Brasileiro da Série B, em 2005, e bicampeão do Gauchão, em 2006 e 2007.
Na sua passagem pelo Grêmio, ele oscilou em bons e maus momentos. Em 2005, Pereira era titular ao lado de Domingos, na campanha campeã da Série B. No ano seguinte, o jogador foi perdendo espaço na equipe, devido à afirmação de Maidana (depois William) e Evaldo. Em 2007, William e Teco (e depois da Copa Libertadores, Leo) formavam uma dupla de zaga muito consistente, então Pereira ficou na reserva, por vezes nem concentrando com a equipe. No início de 2008, o atleta foi dado como transferível. Entretanto, ele não se acertou com nenhum clube e acabou sendo reincorporado ao plantel. Assim, o zagueiro conseguiu uma ascensão incrível e em março do mesmo ano já era titular indiscutível, tirando o lugar de Jean, que havia sido contratado para ser o titular da posição. Foi sempre titular, na posição de líbero, na grande campanha do clube no Campeonato Brasileiro de 2008, onde na estreia, marcou o gol da vitória sobre o São Paulo no Morumbi.
Após não renovar seu contrato com o Grêmio para a disputa da temporada de 2009, em dezembro de 2008, o zagueiro acertou sua ida para o Coritiba. Com 23 gols marcados, é o defensor que mais tem gols com a camisa verde e branca na história. Pelo clube, conquistou da Série B do Campeonato Brasileiro e foi tetracampeão paranaense, em 2010, 2011, 2012 e 2013.
Em junho de 2013, Pereira acertou com o Sport por 18 meses e em 2015, foi contratado pelo Juventude, onde se aposentou em maio de 2016.
No final de 2017, foi anunciado como Gerente de Futebol do Coritiba.

## Títulos
Santos
- Campeonato Brasileiro: 2002[12] e 2004

Grêmio
- Campeonato Brasileiro Série B: 2005
- Campeonato Gaúcho: 2006 e 2007

Coritiba
- Campeonato Paranaense: 2010, 2011, 2012 e 2013
- Campeonato Brasileiro Série B: 2010[13]

## Artilharias
Coritiba
- Copa da Hora: 2010 (2 gols)

## Prêmios
- Melhor zagueiro do Campeonato Paranaense de 2011[14]